# 索赛
索赛（法語：Saussay，法語發音：[sosɛ]）是法国厄尔-卢瓦省的一个市镇，属于德勒区。

## 地理
索赛（48°51'25"N, 1°24'31"E）面积4.59 平方千米，位于法国中央-卢瓦尔河谷大区厄尔-卢瓦省，该省份为法国北部内陆省份，北起顺时针与厄尔省、伊夫林省、埃松省、卢瓦雷省、卢瓦-谢尔省、萨尔特省和奧恩省接壤。
与索赛接壤的市镇（或旧市镇、城区）包括：索雷勒-穆塞勒。

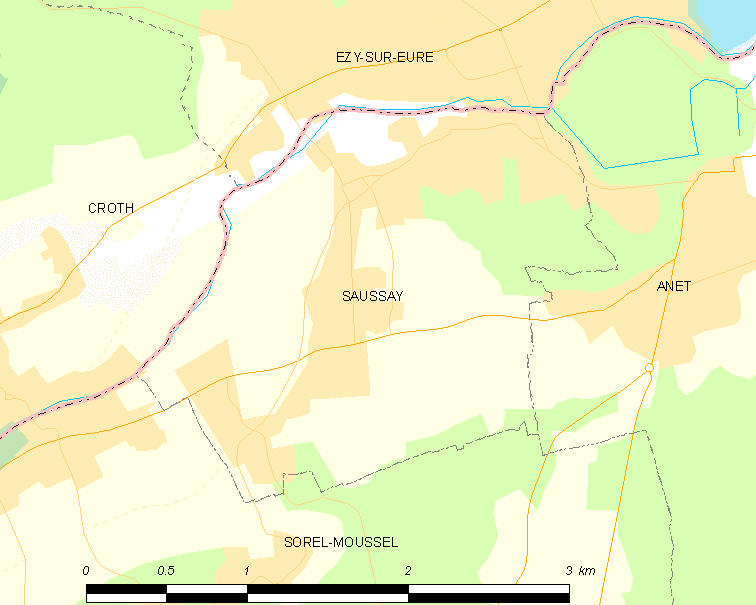
索赛的OSM定位图

索赛的时区为UTC+01:00、UTC+02:00（夏令时）。

## 行政
索赛的邮政编码为28260，INSEE市镇编码为28371。

## 政治
索赛所属的省级选区为阿内特县。

## 人口

1962-2008年间索赛人口变化图示

索赛于2022年1月1日时的人口数量为1090人。